# بران سلو
شهر بران سلو (به روسی: Беране) در کشور مونته‌نگرو واقع شده‌است. جمعیت این شهر ۱٬۴۸۳ نفر  است.